# Calamus castaneus
Calamus castaneus är en enhjärtbladig växtart som beskrevs av William Griffiths. Calamus castaneus ingår i släktet Calamus och familjen Arecaceae. Inga underarter finns listade i Catalogue of Life.